# Grypocentrus truncatus
Grypocentrus truncatus là một loài tò vò trong họ Ichneumonidae.